# Los Cabos (Pravia)
Los Cabos es una entidad singular de población, con  categoría histórica de lugar, perteneciente al concejo de Pravia, en el Principado de Asturias (España). Se enmarca dentro de la parroquia de Santianes. Alberga una población de 277 habitantes (INE 2009) y está situado en la margen izquierda de los valles bajos del río Nalón.
Los Cabos se ha constituido como Parroquia Rural, en virtud del artículo 6 del Estatuto de Autonomía del Principado de Asturias, desarrollado en la Ley 11/1986, de 20 de noviembre.